# Nezuci
Nezuci (cyr. Незуци) – wieś w Bośni i Hercegowinie, w Republice Serbskiej, w gminie Višegrad. W 2013 roku liczyła 103 mieszkańców.